# Лялина, Татьяна Викторовна
Татьяна Викторовна Лялина (род. 12 февраля 1994 года, Днепропетровск) — украинская актриса театра и кино.

## Биография
Родилась 12 февраля 1994 года в Днепропетровске. В 2015 году окончила Киевский национальный университет театра, кино и телевидения имени И. К. Карпенко-Карого (мастерская Н. Н. Рушковского). С 2016 года играет в театре «Современник». В 2017 году сыграла Софию Марию Доротею Вюртембергскую во втором сезоне сериала «Екатерина». В 2018 году исполнила главную роль в сериале «Ненастье», за которую получила приз кинофестиваля «Утро Родины 2019» в категории «Лучшая актриса», а также номинацию на премию «Золотой орёл 2020» в категории «Лучшая женская роль на телевидении».
В 2019 году сыграла в фильме «Коридор бессмертия». В 2020 году снялась в сериале «Грозный».

## Театральные работы
Современник
- Аня — «Вишнёвый сад» (2016)[11]
- Служанка — «Пигмалион» (2016)
- Марина — «Амстердам» (2017)[12]
- Патриция Хольман — «Три товарища» (2017)[13]
- Зоя — «Свадьба» (2018)[14]
- Лиза — «Соловьев и Ларионов» (2019)[15]
- Кэтти — «Нэнси» (2019)[16]
- Екатерина Великая – «Птица Феликс» (2021)

## Фильмография
| Год  |   | Название                 | Роль                                                 |
| ---- | - | ------------------------ | ---------------------------------------------------- |
| 2012 | с | Лекции для домохозяек    | Лада, дочь Кати                                      |
| 2013 | с | Женский доктор-2         | Надя Аникеева (эпизод «В колее»)                     |
| 2013 | с | Кривое зеркало души      | Ольга Терентьева                                     |
| 2014 | с | Мажор                    | дочь Рыбакова                                        |
| 2014 | с | Пока станица спит        | Грушенька                                            |
| 2014 | с | Скорая помощь            | Настя Морозова, жертва изнасилования (7-я серия)     |
| 2014 | с | Узнай меня, если сможешь | Настя, дочь Анатолия Петровича                       |
| 2016 | с | Забудь и вспомни         | Аня Степаненко, детдомовская подруга Наташи          |
| 2016 | с | После многих бед         | Мила Чугунова, дочь Регины                           |
| 2017 | с | Екатерина                | Мария Фёдоровна (София Мария Доротея Вюртембергская) |
| 2018 | с | Возвращение к себе       | Лена                                                 |
| 2018 | с | Ненастье                 | Татьяна Куделина                                     |
| 2018 | с | Нянька                   | Катя                                                 |
| 2019 | ф | Коридор бессмертия       | Зоя Липочкина                                        |
| 2019 | с | Прыжок Богомола          | Таня, сестра Дмитрия                                 |
| 2020 | с | Зона комфорта            | Лиза, девушка Ярослава                               |
| 2020 | с | Грозный                  | Анастасия Романовна, первая жена Ивана Грозного      |
| 2020 | с | Катран                   | Светлана Потапенко                                   |
| 2021 | с | Афера                    | Люся                                                 |
| 2020 | с | Заполярный вальс         | Алёна                                                |
| 2022 | с | Зона комфорта 2          | Лиза, девушка Ярослава                               |
| 2022 | с | Капкан на судью          | Настя, стажёр СК                                     |